# Explosion du port de Shahid Rajaï
L’explosion du port de Shahid Rajaï survient le 26 avril 2025 dans cette installation portuaire située près de Bandar Abbas, dans le sud de l'Iran. Elle tue au moins cinquante-huit personnes et en blesse environ mille-deux-cents, selon les médias d'État.
La violente explosion  survient vers midi, heure locale, et provoque un incendie. Elle provient de plusieurs conteneurs situés dans la zone des quais du port, probablement chargés de matières dangereuses ou de produits chimiques,.

## Contexte
Le port de Shahid Rajaï est le plus grand port de commerce d'Iran, où transitent environ 80 millions de tonnes de marchandises par an. Situé près du détroit stratégique d'Ormuz, il constitue une infrastructure essentielle du commerce maritime du pays. Le port se trouve à environ 23 kilomètres à l'ouest de Bandar Abbas et jouxte des installations du Corps des gardiens de la révolution islamique (CGRI),,.

## Explosion

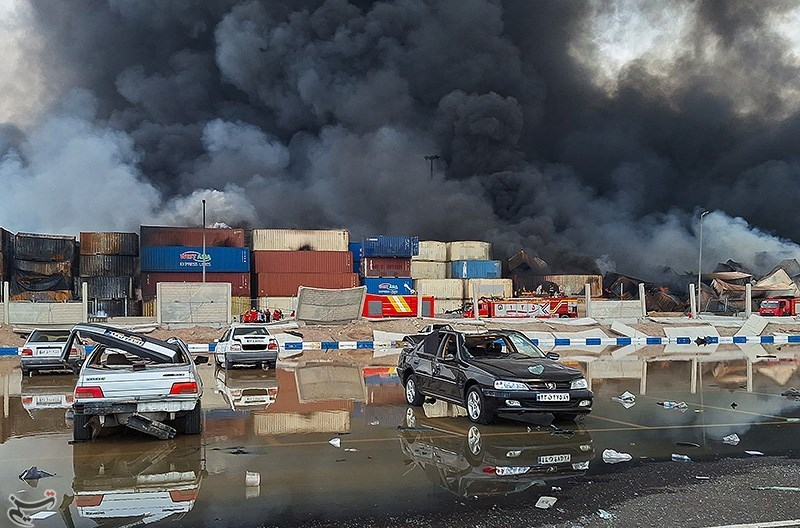
Photographie prise non loin du site de l'explosion.

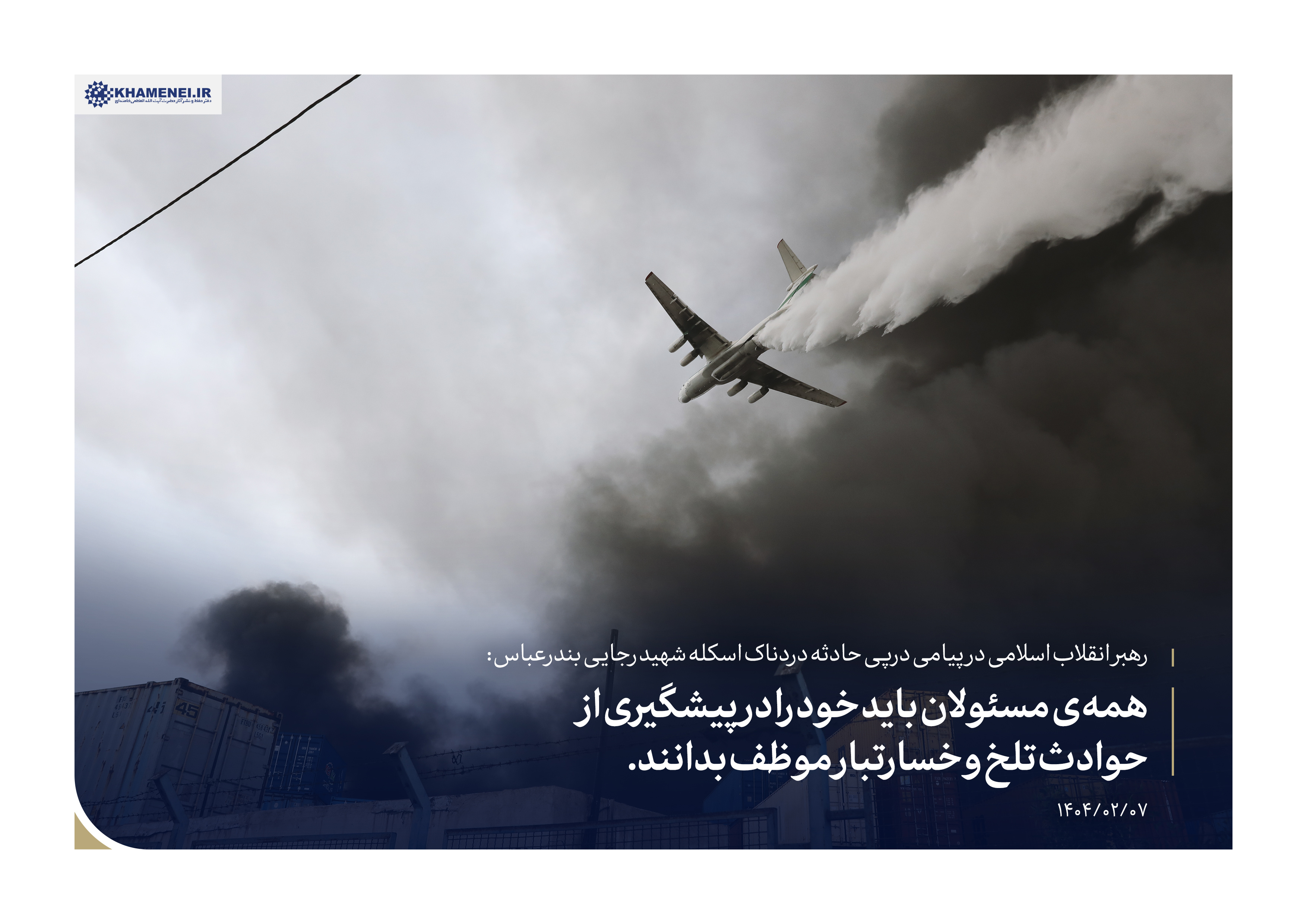
Un Il-76 de la Force aérospatiale du corps des gardiens de la révolution islamique utilisé comme bombardier d'eau.

Le 26 avril 2025, vers midi heure locale, une violente explosion se produit dans le parc à conteneurs de Sina, dans le port de Shahid Rajaï. L'explosion provient de plusieurs conteneurs, probablement chargés de matières dangereuses ou de produits chimiques. L'explosion provoque un important incendie et un panache de fumée noire visible à des kilomètres. L'onde de choc brise des vitres et cause des dommages structurels à des bâtiments situés à plusieurs kilomètres. Au moins un bâtiment s'effondre sous l'effet de l'explosion. L'explosion est entendue jusqu'à l'île de Qechm, située à 26 kilomètres au sud de Bandar Abbas.
Selon un journaliste persan de la BBC, les autorités affirment que plusieurs conteneurs non scellés ont explosé. « L'origine de cet incident est l'explosion de plusieurs conteneurs stockés dans la zone du quai du port de Shahid Rajaï ».
Des hélicoptères et avions bombardiers d'eau sont déployés pour réduire l'incendie dont un Iliouchine Il-76 qui intervient également dans la nuit 26 au 27 avril.

## Bilan
Au 29 avril, le bilan fait état de 70 morts et plus de 1 200 blessés.
Les services d'urgence, dont le Croissant-Rouge iranien d'Hormozgan, dépêchent des équipes d'intervention rapide sur les lieux. Les blessés sont évacués et transportés vers des centres médicaux proches.
Des opérations de lutte contre l'incendie sont menées pour maîtriser et éteindre les flammes. Le feu est circonscrit le 29 avril 2025 mais il faudra « 15 à 20 jours » pour l'éteindre. Les opérations portuaires sont temporairement suspendues afin de faciliter les interventions d'urgence.
La Compagnie nationale iranienne de raffinage et de distribution de pétrole déclare que l'explosion n'a pas eu d'impact sur ses infrastructures, notamment les raffineries, les réservoirs de carburant, les complexes de distribution et les oléoducs.

## Enquête
Les autorités ouvrent une enquête sur les causes de l'explosion. Les premières investigations suggèrent qu'une négligence dans la manipulation de matières inflammables peut avoir contribué à l'incident.
Selon le ministre de l’Intérieur Eskandar Momeni, « certains coupables ont été identifiés et convoqués (…). Il y a eu des manquements, notamment le non-respect des mesures de sécurité et la négligence ».